# درود قدرت سیاه در المپیک ۱۹۶۸

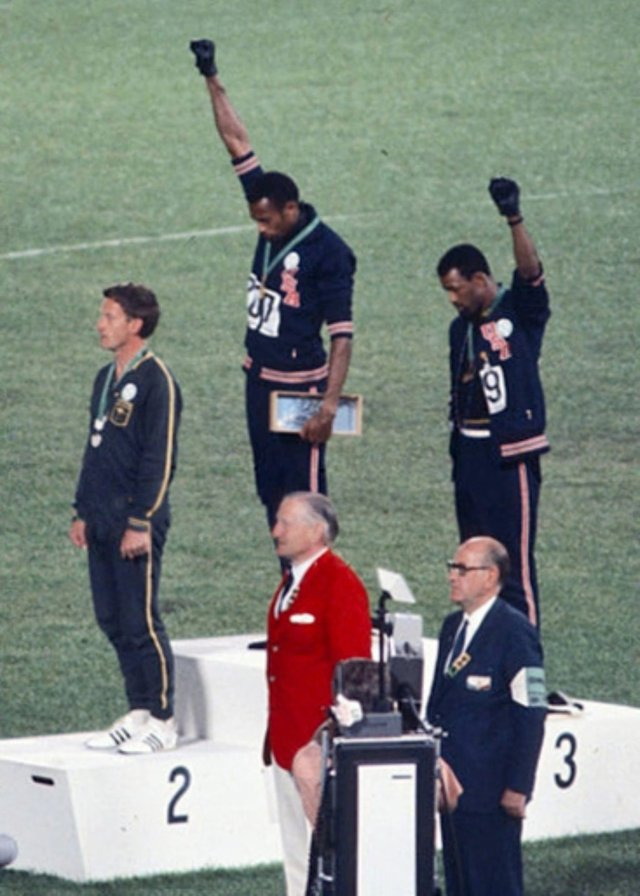
از راست: کارلوس، اسمیت و نورمن

درود قدرت سیاه در المپیک ۱۹۶۸ اشاره به واقعه‌ای تاریخی در المپیک ۱۹۶۸ دارد که در آن دو ورزشکار سیاه‌پوست آمریکایی به نژادپرستی در آمریکا اعتراض نمودند. تامی اسمیت و جان کارلوس که به ترتیب موفق به کسب مدال طلا و برنز در رشته دوی ۲۰۰ متر شدند، در حالی روی سکو رفتند که در هنگام پخش سرود ملی آمریکا، روی خود را از پرچم این کشور برگردانده و با مشت گره‌کرده‌ای برافراشته در بالای سر سکوت کردند.
پیتر نورمن ورزشکار سفیدپوست استرالیایی نیز که با مدال نقره روی سکو بود، با چسباندن نماد «پروژه حقوق بشر المپیک» روی سینه‌اش (مانند اسمیت و کارلوس) با آن‌ها همراهی کرد. پس از این اعتراض، کمیته ملی المپیک آمریکا دو ورزشکار را از کاروان این کشور در دهکده بازی‌ها اخراج کرد که این اتفاق باعث همبستگی ورزشکاران سیاه‌پوست حاضر در این مسابقات و تکرار این کار توسط ورزشکاران دیگری منجر شد.
این دو ورزشکار تا دهه ۱۹۸۰ از حقوق اجتماعی خود در آمریکا محروم بودند، اما بعداً مورد تحسین قرار گرفتند.
این اتفاق که در دوران مبارزات جنبش حقوق مدنی آمریکا و ۶ ماه پس از ترور رهبر این جنبش مارتین لوتر کینگ انجام‌شد، یکی از سیاسی‌ترین وقایع در تاریخ المپیک محسوب می‌شود.